# 贝尔托利尼亚
贝尔托利尼亚（葡萄牙語：Bertolínia）是巴西皮奥伊州的一个市镇。总面积1225.168平方公里，总人口5296人，人口密度4.3人/平方公里。